# Pawłówko (Ciechanów)
Pour les articles homonymes, voir Pawłówko.
Pawłówko (prononciation : [paˈvwufkɔ]) est un village polonais de la gmina de Regimin dans le powiat de Ciechanów de la voïvodie de Mazovie dans le centre-est de la Pologne.
Il se situe à environ 4 kilomètres au sud de Regimin (siège de la gmina), 7 kilomètres au nord-ouest de Ciechanów (siège du powiat) et à 82 kilomètres au nord de Varsovie (capitale de la Pologne).

## Histoire
De 1975 à 1998, le village appartenait administrativement à la voïvodie de Ciechanów.